# Danska
Danska (danska: dansk) är ett östnordiskt språk som är nationalspråk i Danmark och modersmål för flertalet danskar. Bland danska medborgare på Grönland och Färöarna har endast 10–15 % danska som modersmål, medan övriga talar danska som andraspråk. Det talas även av cirka 50 000 personer i Sydslesvig i Tyskland, där det har status som minoritetsspråk.
Danskan, som tillhör de östnordiska språken, är nära besläktad med svenskan och norskan. Skriven danska är lätt att förstå av såväl svenskar som norrmän, där cirka 90 procent av orden är igenkännbara med små stavningsskillnader. Före reformen 1907 i Norge, var bokmålet närmast identiskt med tidens danska skriftspråk. Sålunda ligger danska och norska närmare varandra, än vad svenskan gör i förhållande till båda språken. Många svenskar har svårt att särskilja danska från norska i skrift. För innehållsförteckningar och dylikt används ibland så kallad "dansk-norska".

## Historia

### Urnordiska till medeltidsdanska
Danskan har utvecklats från det gemensamma nordiska språket urnordiska, som talades fram till vikingatiden i nuvarande Danmark, Norge och Sverige. Med vikingatiden utvecklades dialektskillnader inom fornnordiskan, och danernas tungomål dominerade i de av vikingarna i västerled ockuperade områdena, såsom Färöarna, Grönland, Island, Normandie och Danelagen i England. I England kom det forndanska/fornnorska tungomålet att påverka den framväxande engelskan i så hög grad att många ord i modern engelska har sitt ursprung i skandinaviskan. Språket under vikingatiden är känt från runinskrifter och kallas av den anledningen ofta för rundanska. 
De latinska skrivtecknen kom till Norden – och Danmark – i samband med kristendomens intåg under sen vikingatid. Omkring 1100 inträdde den litterära tiden i Danmark, och markerar därmed en ny språkhistorisk period. Den romersk-katolska kyrkan är en kulturbärande institution vid denna tid i Danmark, och naturligtvis en dominerande faktor i språklig och kulturell utveckling. Från kristendomen och latin kommer en mängd lånord, främst med koppling till kyrkliga fenomen. Under denna period står danskan även under stort inflytande av lågtyska. Hansaförbundet är en dominerande kultur- och språkfaktor, och många av den tidens tekniska och kulturella landvinningar benämns med lågtyska begrepp, då dessa kommer in i danskan via Hansans verksamheter i Norden.
Danska börjar användas i skrift under slutet av 1100-talet. Runt 1200 tecknas de äldsta skrivna landskapslagarna ned. Man kan genom studier av de första skrivna källorna se att danskan vid denna tid har börjat skilja ut sig från norskan och svenskan, men man kan även iaktta antydningar till dialektala skillnader inom danskan; östdanska i Skåne, ö-danska på Själland, och västdanska på Jylland. I huvudsak är dialekterna mer konservativa i öster, och mer förändringsbenägna i väster. Dessa drag återfinns även i dagens dialekter, i den mån dialekt fortfarande talas.
Tidigt under medeltiden, kanske cirka 1100, utvecklades ett prosodiskt uttrycksmedel, det så kallade stödet, det vill säga en särskild betoning av stavelser genom en ”luftstöt”. I danskan som helhet började under denna period även en annan skillnad mot övriga språk att skönjas – tryckförsvagning i trycksvaga stavelser. Detta fenomen vidareutvecklas cirka 1150–1300 i danskan till den så kallade infortisförsvagningen (svækkelsen), vilket innebär att vokalerna a, i och u försvagas i trycksvag stavelse till ett schwa (ə).
Samtidigt med infortisförsvagningen inträffade även spirantförsvagningen, vilken berör de tre samnordiska frikativerna mjukt g, mjukt d (ð), samt v. Mjukt g blev till en halvvokal, [j ↓] efter främre vokal och [w] efter bakre. Detta fick även genomslag i skriften. Försvagningen i sig träffade regelmässigt samtliga ord med aktuella ljud, de oregelbundenheter som finns idag beror på att vokalljuden (som styrde försvagningen åt olika håll beroende på om det var fråga om främre eller bakre) i vissa fall har ändrats. Det kan också vara fråga om senare lån. Spirant nummer två, ð, försvagas i många danska dialekter till ett [j ↓] eller försvinner, dock ej i köpenhamnsdialekten (vid denna tid). Spirant nummer tre, v, utvecklas till ett [w]. Efter bakre vokal faller ljudet därmed samman med det mjuka g:et – såväl ”lov” som ”lag” får samma uttal.
Den tredje och sista i raden av stora försvagningar vid denna tid var klusilförsvagningen, vilken inträder cirka 1200–1350. I korthet innebär den en förmjukning av eftervokala korta p, t och k, till tonat b, d och g, respektive. Utvecklingen gick därefter vidare, men det är bokstäverna b, d och g som fastnade i skriftspråket. I köpenhamnsdialekten försvagades tonat b ytterligare till otonat b, eller i vissa varianter till w. Betonat d vidareutvecklas till ð. Betonat g blev till mjukt g, dock fortsatte försvagningen i några ord, på samma sätt som i spirantförsvagningen, det vill säga att det mjuka g:et vidareutvecklades till [j ↓] efter främre vokal och [w] efter bakre.
Förutom de tre försvagningarna, som får anses som ett i huvudsak typiskt danskt särdrag, förekommer även andra ljudändringar av språket gemensamt med övriga nordiska språk. Exempelvis försvann den frikativa klusilen (th); i tryckstark position utvecklades detta till ett (t), i trycksvaga till (d). Ett annat exempel är bortfall av h framför j och v.

En ytterligare ljudutveckling som skedde parallellt i Norden, dock med olika styrka och hastighet, är vokalöppningen, det vill säga korta stängda vokaler i vissa ord försköts från mer slutna till öppnare. Ljudet i utvecklades till e, y till ø, ø till ö samt u till o. Fonemet /ö/ fick dock ingen egen bokstav. Överhuvudtaget ledde vokalöppningen inte till någon större stavningsförändring av skriven danska. Cirka 1300 rundades det gammalnordiska långa a till ett å (vilket fick skrifttecknat aa), samt kort a förlängdes till det tidigare långa a.

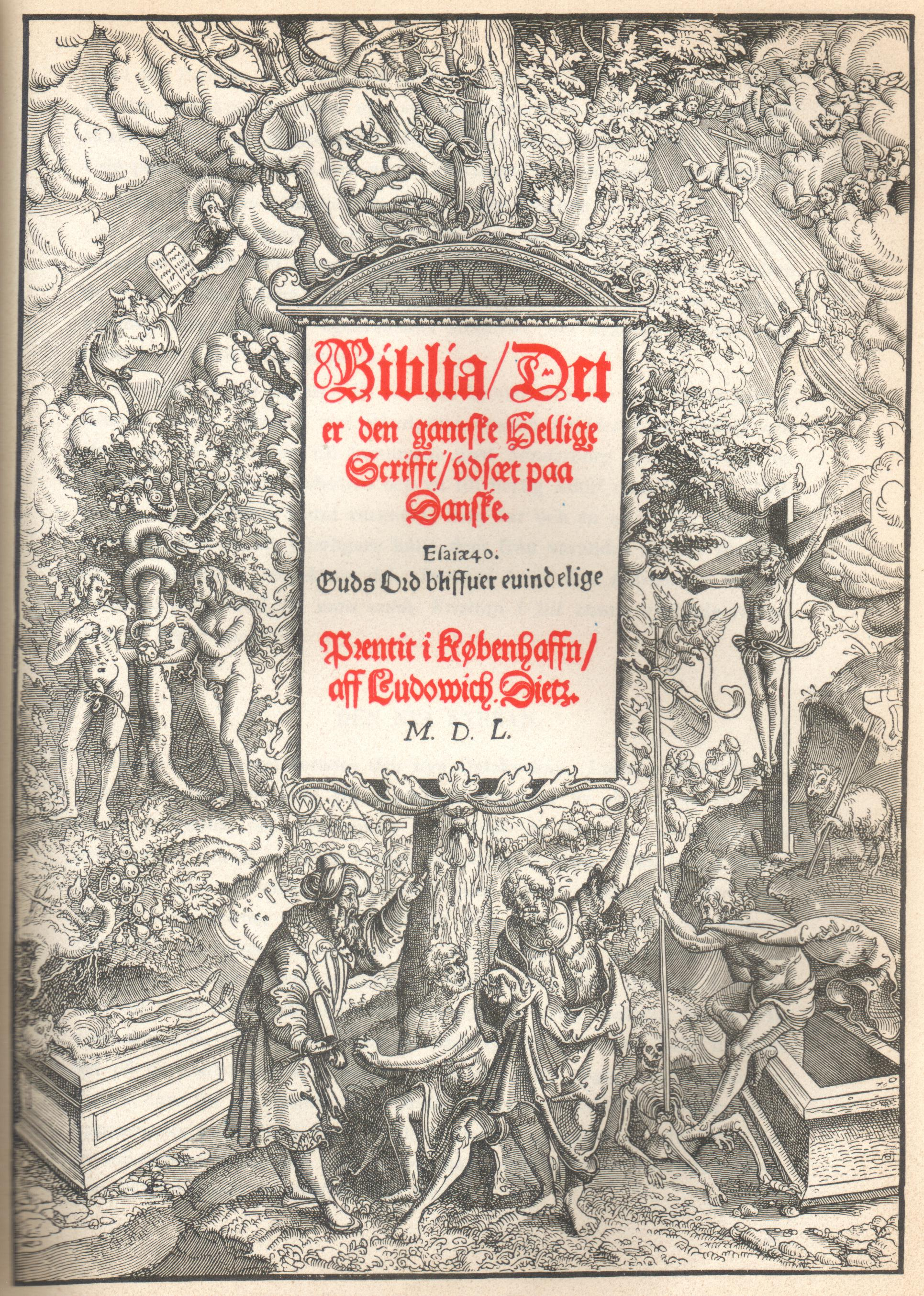
Den första fullständiga översättningen av Bibeln till danska, Kristian III:s bibel, publicerades 1550, i översättning av Christiern Pedersen

Under tidig medeltid blev Danmark en stormakt och med sin nära anknytning till kontinenten förändrades de danska dialekterna snabbare än de svenska. Framförallt Jylland och de danska öarna förändrades snabbt, men i viss mån även det danska Skåne och Bornholm. De betonade stavelserna fick mer tryck, och det var då som den för danska så karakteristiska stöten uppstod (se nedan). De obetonade ändelserna började stavas -e och -æ eller försvann helt och hållet, som på Jylland. P, t och k började uttalas tonande mellan vokaler.
Traditionellt anger man cirka 1350 som en gräns mellan yngre och äldre middeldansk. Det var vid denna tid som många ändringar på allvar slog igenom i skriftspråket, bland annat de tre försvagningarna, böjningssystemet upplöstes, och många ord kom in från lågtyskan. Det skedde ett stort inflöde av lågtyska köpmän och hantverkare, och dessa blev föregångsmän inom dessa nya näringar. Då lågtyskan dessutom ligger språkligt nära de nordiska språken, fanns således såväl sociala som språkliga förutsättningar för en kraftig påverkan från lågtyska, särskilt ifråga om nya lånord. Litteraturen på danska blev under yngre middeldansk-perioden mer omfångsrik och diversifierad. Mycket är dock översättningar, från latin, lågtyska och svenska.
Senare under medeltiden (1350–1500) fortsatte latin att utöva inflytande på danskan. I och med hansan och de många tyskar som bodde i Danmark kom danskan att ärva en del ändelser från tyskan: -bar, -eri och -het med mera.

### 1500-till 1900-talet
Under 1500-talet knöts Danmark fastare samman, för att alltmer domineras av Själland och Köpenhamn. Det blev detta område som drev språkutvecklingen. Danskan blev därmed mer enhetlig, delvis på grund av Kristian III:s Bibel (1550) och den Danske Lov (1683).
Språkperioden cirka 1525–1700 kallas för äldre nydansk. I början av 1500-talet infördes boktryckarkonsten, reformationen genomfördes, och riksenheten (byråkratin) stärktes, vilket allt samverkade till att påverka språket. Reformatorerna använde boktryckarkonsten till att sprida religiös litteratur på danska, och överhuvudtaget tog danskan platsen som bruksspråk i kyrka och förvaltning, på bekostnad av latinet. Genom en stor användning av danskan i tryck, blev det nödvändigt med en upprensning av den tidigare använda dekorativa stavningen. Eftersom Köpenhamn och Själland redan vid denna tid utgjorde rikets administrativa centrum, kom det själländska språket att bli riksnorm, först för skriftspråket, men efterhand även för talspråket (under 1600-talet). Christian III:s bibel från 1550 är reformationstidens mest betydelsefulla verk, och den första fullständiga bibelöversättningen på danska. Efter reformationen blev lågtyskan avlöst av högtyskan som den viktigaste källan för lånord, men även franskan hade ett stort inflytande.
Gränsen mellan äldre och yngre nydansk brukar dras vid cirka 1700. Orsaken är den store författaren Ludvig Holberg, som använde danska språket för litterära framställningar som man tidigare inte trott detta språk vara gott nog för. Under upplysningstiden kom även reaktioner mot ”utländskt” inflytande på danskan, och man försöker att rensa ut franska, latinska och grekiska lånord. Dock ökade istället strömmen av lånord. Tyska och franska var de viktigaste källorna, men under 1800-talet började även engelskan att göra sig gällande.
Under 1700- och 1800-talen trycktes både latinet och tyskan tillbaka, för att mer betraktas som överklasspråk. Danskan visade genom flera litterära verk att den kunde stå på egna ben. Under H. C. Andersens tid var danskan så dominant att den även påverkade svenskan i form av danska lånord. Den dansk-norska realunionen 1536–1814 medförde att danskan var det officiella skriftspråket i Norge och totalt dominerade utvecklingen av bokmålet fram till den norska språkreformen 1907.
Under 1900-talet skedde en snabb uttalsförändring som kom att öka distansen mellan danskan och svenskan. Utmärkande för denna utveckling var bland annat de försvagade slutstavelserna och kraftiga frikativor efter betonad vokal. Dessutom blev det tidigare öppna a:et mer ä-likt, något som är tydligt när man jämför modern danska med en dansk film från 1960-talet. Uttalsutvecklingen har lett till att det idag är stor skillnad mellan skriftspråk och talspråk. En utveckling som skiljer danskan från de nordiska grannländerna är dialekternas borttynande och riksdanskans genomslagskraft. Urbanisering och utvecklade kommunikationer, de korta avstånden och den geografiskt lilla ytan, samt avsaknad av annat större socio-ekonomiskt centrum än Köpenhamn, ses som förklaringar till varför dialekterna håller på att dö ut helt.

### Stavningsreformen 1948
I den stora stavningsreformen 1948 infördes bokstaven "å", hämtad från svenskan. Dubbelbokstaven "aa" (med å-uttal) i orden byttes då i allmänhet ut mot "å", något som skett i Norge under perioden 1869–1938. Diskussioner om att ersätta aa med å inleddes dock redan i slutet av 1700-talet, och å förekom som tangent på vissa tidiga skrivmaskiner från 1870-talet.
Den tidigare danska stavningen av å-ljudet med två a-n, "aa", gör att exempelvis stadsnamnet "Århus" stavas Aarhus på äldre kartor. Kommunen i Ålborg har officiellt valt att fortsätta att skriva stadsnamnet enligt äldre traditioner och skriver således fortfarande stadens namn som Aalborg. Från 1 januari 2011 stavas även Aarhus igen officiellt med "aa", vilket förklaras som en internationalisering av namnet.
Samtidigt slutade man skriva andra substantiv än egennamn med versal ("stor bokstav"); tidigare hade alla dessa efter tyskt maner skrivits med inledande versal. "Den gamle Fabrik" skrivs efter 1948 (ofta) som "Den gamle fabrik".
Även efter 1948 års stavningsreform kvarstår i danskan en större frihet (jämfört med svenska) vad gäller stavning av verks titlar. Därför kan man än idag stava titlar på böcker, konstverk, lagar och liknande med endast första ord samt ingående namn med inledande versal. Man har också friheten att välja stavning även av andra "viktigare" ord i titeln med inledande versal. Vad gäller längre titlar, rekommenderar dock Dansk Sprognævn att man använder gemener även på dessa "viktigare" ord. Exempel:
- Den lille havfrue eller Den Lille Havfrue (Den lilla sjöjungfrun)
- Bibliografi over arbejder om nyere principper for arbejdsledelse

## Dialekter

### Översikt
Danska har många dialekter, vilket tydligt märks då det är lätt att höra vilken del av Danmark en dansktalande person kommer ifrån. Riksdanska (rigsdansk) är det officiellt erkända danska riksspråket, som används i TV, radio och i undervisning. Uttalet av riksdanska ligger nära de dialekter som talas på Själland och sägs ha uppstått ur Köpenhamns borgarklass med inflytande från övriga nordsjälländska och östsjälländska dialekter och sydvästskånska. På Färöarna talades tidigare Gøtudansk, en variant av danska med färöiskt uttal.
Tidigare var användningen av dialekt och den dialektala särarten mer utpräglad. Numera talar man på danska oftare om regionalsprog (regional danska) än om konkreta dialekter.

### Dialektområden
I Danmark finns huvudsakligen tre olika dialektområden – jyska, ömål och bornholmska. De är dominerande på Jylland, öarna mellan Jylland och Sverige samt det något isolerade Bornholm längst i öster.
Nedan listas de (cirka) 32 danska dialekter som definieras av Afdelning for Dialekforskning vid Nordisk Forskningsinstitut, Köpenhamns universitet:
- Ømål
  - Amagermål
  - Sjællandsk
    - Nordsjællandsk
    - Nordvestsjællandsk
    - Sydvestsjællandsk
    - Østsjællandsk
    - Sydsjællandsk (sydligt sydsjællandsk)

  - Sydømål
    - Østmønsk
    - Vestmønsk
    - Nordfalstersk
    - Sydfalstersk
    - Lollandsk

  - Fynsk
    - Østfynsk
    - Vestfynsk (nordvest- och sydvestfynsk)
    - Sydfynsk
    - Langelandsk
    - Tåsingsk (med Thurø)
    - Ærøsk (med Lyø, Avernakø, Strynø, Birkholm, Drejø)
- Jysk
  - Nørrejysk (vestjysk och østjysk)
  - Vestjysk
    - Thybomål
    - Morsingmål
    - Sallingmål
    - Hardsysselsk
    - Fjandbomål
    - Sydvestjysk (med Fanø)
    - Sydøstjysk

  - Østjysk
    - Vendsysselsk (med Hanherred och Læsø)
    - Himmerlandsk
    - Ommersysselsk
    - Djurslandsk (Nord- och Syddjurs samt Nord- och Sydsamsø, Anholt)
    - Midtøstjysk

  - Sønderjysk
    - Vestlig sønderjysk (med Mandø och Rømø)
    - Østligt sønderjysk (med Als)
    - Söder om tyska gränsen: mellemslesvisk, angelmål, fjoldemål
- Bornholmsk

## Fonologi

### Uttal och förståelse
Talad danska är ofta svårare att förstå för både svenskar och norrmän på grund av den snabba uttalsutveckling som danskan haft under 1900-talet. Svenskars problem att förstå danska är huvudsakligen en vanefråga, och sålunda har skåningar vanligen lättare för danska än till exempel norrlänningar. Under TV-monopolets dagar var tittandet på DR-TV mycket vanligt i de delar av Sverige där dansk TV kunde tas in. Med det ökande utbudet TV-kanaler ser sannolikt något färre sydsvenskar än förut på danska TV-kanaler. Å andra sidan visas mycket mer dansk TV-drama på svenska TV-kanaler än före cirka 1990.
I alla händelser kan många svenskar lära sig förstå danska på autodidakt vis, många danska ord finns även i svenskan. Exempelvis aften det vill säga "afton" eller "kväll". Svårare är de lågtyska ord som exporterats till danskan men inte till svenskan, till exempel isenkram (av medellågtyska isenkram, av fornhögtyska isan "järn") vilket betyder "järnvaror". Motsatsen finns dock också; till exempel kommer ordet "fönster" från medellågtyskans vinster, medan danskan använder en omskrivning av "vindöga", vindue (engelskans window härstammar också från det fornnordiska ord vindauga).

### Språkljud
Danskan innehåller 31 vokaler (20 monoftonger och 11 diftonger). Detta är det största antalet vokaler av alla germanska språk.
|              | Främre | Främre  | Central | Bakre  | Bakre |
| orundad      | rundad | orundad | Central | rundad |       |
| Sluten       | i      | y       |         |        | u     |
| Mellansluten | e      | ø       |         |        | o     |
| Mellanvokal  |        |         | ə       |        |       |
| Mellanöppen  | ɛ      | œ       | ɐ       |        | ɔ     |
| Öppen        |        |         | a       | ɑ      | ɒ     |

Några danska vokaler, till exempel "a", har flera varianter som uppkommer före/efter vissa konsonanter. De flesta vokalerna uttalas med tungan belägen lägre i munnen i fall de kommer före eller efter "r". Exempel:  
[ε] + [r] = [ar] / [ra]
[ø] + [r] = [ör] / [rö]
Danskan har 18 konsonanter som ofta uttalas olikt deras svenska motsvarigheter.
|                     | Bilabial | Bilabial | Labio- dental | Labio- dental | Alveolar | Alveolar | Alveolo- palatal | Alveolo- palatal | Palatal | Palatal | Velar | Velar | Uvular- faryngal | Uvular- faryngal | glottal | glottal |
| ------------------- | -------- | -------- | ------------- | ------------- | -------- | -------- | ---------------- | ---------------- | ------- | ------- | ----- | ----- | ---------------- | ---------------- | ------- | ------- |
| Klusiler            | pʰ       | b        |               |               | tˢ       | d        |                  |                  |         |         | kʰ    | g     |                  |                  |         |         |
| Nasaler             | m        | m        |               |               | n        | n        |                  |                  |         |         | ŋ     | ŋ     |                  |                  |         |         |
| Frikativor          |          |          | f             |               | s        |          | (ɕ)              | (ɕ)              |         |         |       |       |                  |                  | h       |         |
| Approximanter       |          |          | v             | v             | ð        | ð        |                  |                  | j       | j       |       |       | r                | r                |         |         |
| Lateral approximant |          |          |               |               | l        | l        |                  |                  |         |         |       |       |                  |                  |         |         |

Några typiska drag hos det danska uttalet är:
1. d efter vokal uttalas i danska ungefär som th i engelskans that. Efter n och l uttalas d inte alls. Jämför till exempel i orden: knalde (smälla) och sand (sand).
2. Danskan har tungrots-r. Dock ligger r:et inte fullt så långt bak i munnen som i skånskan, och efter vokal blir r:et mer som en svag diftong med ö. Exempel: kirke [kiöke] (kyrka).
3. Om v inte inleder ett ord uttalas det ungefär som w i engelska. Exempel: blive [bliwe] (bliva).
4. De danska konsonanterna i paren [d ~ t], [k ~ g] och [p ~ b] är alla tonlösa, och hela olikheten mellan de två ljuden i varje par grundas på aspirationen. Aspirationen i danskan är starkare än i till exempel svenskan eller engelskan.

### Stöten
Stötljudet (på danska: stødet eller stødtonen) är ett ljud som uppstod i danskan under tidigare delen av medeltiden. Det uttalas med en stöt genom stämbanden och har samma funktion i danskan som akut accent har i svenskan. Utan detta uttal hade det inte varit möjligt att skilja på vissa ord som stavas likadant. Så till exempel betyder hjælper med stöt "hjälper", medan hjælper utan stöt betyder "hjälpare". Jämför med svenskans anden (av and uttalas med akut accent och anden (av ande, uttalas med grav accent). (På danska betyder anden med stöt "and-en", medan anden utan stöt betyder "annan".)

## Grammatik
Danska och svenska har förhållandevis små grammatiska skillnader. En skillnad ligger i stavning av böjningsformer. Standarddanska har, precis som standardnorska, uteslutande e som vokal i böjningsformer, medan svenskan kan ha a, e, i, o, u eller ingen vokal alls.
Detta gäller både verb ("dansa"=danse, "druckit"=drukket) och adjektiv ("breda"=brede, "bredare"=bredere, "bäste vän/bästa väninna"=bedste ven/bedste veninde).
För substantiv finns pluralböjningarna
- ingen, et år, flere år
- -e, et hus, flere huse
- -er, en bil, flere biler
- vokalbyte, et barn, flere børn

Dessutom har sammansatta substantiv som på svenska är oregelbundna endast vokalen e 
("kvinno-"=kvinde-, "gatu-"=gade-).
Avsaknad av pluraländelse hos neutrala substantiv, vilket är vanligt i svenskan (ett hus, flera hus) är ovanligare i danskan. Det förekommer dock (et år, flere år).
Skillnader i syntax och ordföljd finns också, men de är få. Här finns exempel som "Ih, hvor er det smukt" ('Å vad det är vackert') och "tage maden frem" ('ta fram maten').

### Räkneord
Här följer en lista över de danska räkneord som i någon högre grad avviker från motsvarande svenska. Orden för tiotalen 50–90 kommer från den förr vanliga tjogräkningen. Halvtreds (50) är en gammal förkortning av halvtredje sinde tyve, vilket i sin tur kommer av två tjog (på danska snes) och halvparten av det tredje tjoget, det vill säga 2½ tjog – alltså: 2,5 x 20 = 50.
Talen 21, 22 stavas en og tyve, to og tyve, talet 99 heter ni og halvfems. På samma sätt blir 372 tre hundrede to og halvfjerds.
Ordningstalen tjugoandra, nittionionde och trehundra sjuttiotredje blir på danska toogtyvende, niooghalvfemsindstyvende och trehundredetreoghalvfjerdsindstyvende.
| Siffra | Stavning   | Uttal      |
| ------ | ---------- | ---------- |
| 1      | en/et      | en, et     |
| 2      | to         | to         |
| 7      | syv        | syw        |
| 8      | otte       | 'å-de      |
| 16     | seksten    | sajsdn     |
| 17     | sytten     | södn       |
| 18     | atten      | ädn        |
| 20     | tyve       | 'ty-u      |
| 30     | tredive    | 'trað-vö   |
| 40     | fyrre      | 'fö-å      |
| 50     | halvtreds  | häl-'tress |
| 60     | tres       | tress      |
| 70     | halvfjerds | häl-'fjäås |
| 80     | firs       | 'fi-ås     |
| 90     | halvfems   | häl-'föms  |

### Lånord
Danskan har många nyare lånord som utgör direktlån från engelskan: Computer, teenager, babysitter, download och weekend är några exempel. I motsats till svenskan, och ännu mer norskan, har danskan en stark tendens att behålla sådana ord i originalform. Ett förslag till en mindre stavningsreform, där fördanskad stavning tilläts som alternativ, av ord som mayonnaise som majonæse, möttes med stort motstånd av danska skribenter och tidningsmän (det så kallade Majonnäskriget).
Tendensen att oftare behålla engelska ursprungsstavningen i lånord underlättas av att danska och engelska har fler vokalöverensstämmelser än i exempelvis svenskan. Det gäller bland annat uttalen av u och a. Anpassning av stavningen har dock skett i exempelvis fjæs (engelska: face).

### Kommatering
Traditionell dansk kommatering är mer intensiv än svenskans. Vid varje "paus" kan ett kommatecken sättas ut. Senare års försök att införa en kommatering som är mer lik svenskans och norskans har gått trögt.
Exempel på traditionell kommatering: De senere års forsøg, på at indføre en ny dansk kommatering, er gået i stå. [Der er ingen kommaer i den viste sætning på dansk].
Två exempel på traditionell kommatering, det ena helt utan komman, det andra med flest möjliga:
Der kan som hjælp til at lette læserens forståelse af teksten valgfrit sættes de såkaldte forståelseskommaer i meget lange sætninger på dansk.
Den, der gør dette, bør, af hensyn til læseren, overveje, om det ikke vil være bedre, hvis kommaer blev erstattet med tankestreger, parenteser eller opdeling.
Kommatering har efter flera förändringar, senast de i 2004 års rekommendationer, blivit en mycket omdiskuterad fråga.

### Språknormering
Danska språket regleras inte av någon motsvarighet till Svenska Akademien. Istället kommer förändringar till på initiativ från exempelvis Dansk Sprognævn, Den Danske Ordbog, eller från universitet.
Förhållandevis många ord kan därför stavas på mer än ett sätt. Exempel betyder jysk eller jydsk båda två "jylländsk". Lokalt förekommer till och med grammatiska skillnader. Den kanske mest kända dito är bruket av bestämd artikel av engelsk typ (på delar av Jylland). Men istället för the används æ. Exempel:
- æ huse er høje. som betyder "husen är höga" (normal danska husene er høje).

## Alfabetet
- A B C D E F G H I J K L M N O P Q R S T U V W X Y Z Æ Ø Å
- a b c d e f g h i j k l m n o p q r s t u v w x y z æ ø å

Forndanska skrevs med runalfabetet. Det latinska alfabetet infördes i samband med kristendomens intåg.
Medeltidsdanskan tog likt svenskan in ligaturerna Æ och Œ från medeltidslatin. Œ har troligen uppkommit genom att bokstaven med tiden förlorat de horisontella linjerna och resten av E getts lutning.
I likhet med de tyska varianterna av ligaturerna Æ och Œ, där E markerats som prickar över första vokalen – Ä och Ö, skapades bokstaven Å i Sverige för Gustav Vasas Bibel 1526. Där placerades a med ring ovanför, som ett förenklat a eller o för att symbolisera omvandlingen till ljud likt O. Aa hade sedan medeltiden uttalats som Å (ungefär [o:]) i Norden, utvecklat ur fornnordiskans långa A.
Sedan 1948 är bruket av Å infört även i danskan såväl som i norskan. Efter inflytande från engelskan och webben har "Aa" respektive "aa" åter kommit i bruk, och sålunda heter till exempel Aabenraa officiellt inte längre Åbenrå.